# 奧蒂槽溝
奥蒂堑沟群（Oti Fossae）是位于火星凤凰湖区南纬9.3度、西经116.8度处的一组槽沟，长约370公里，其名称取自一处古典反照率特征。
 

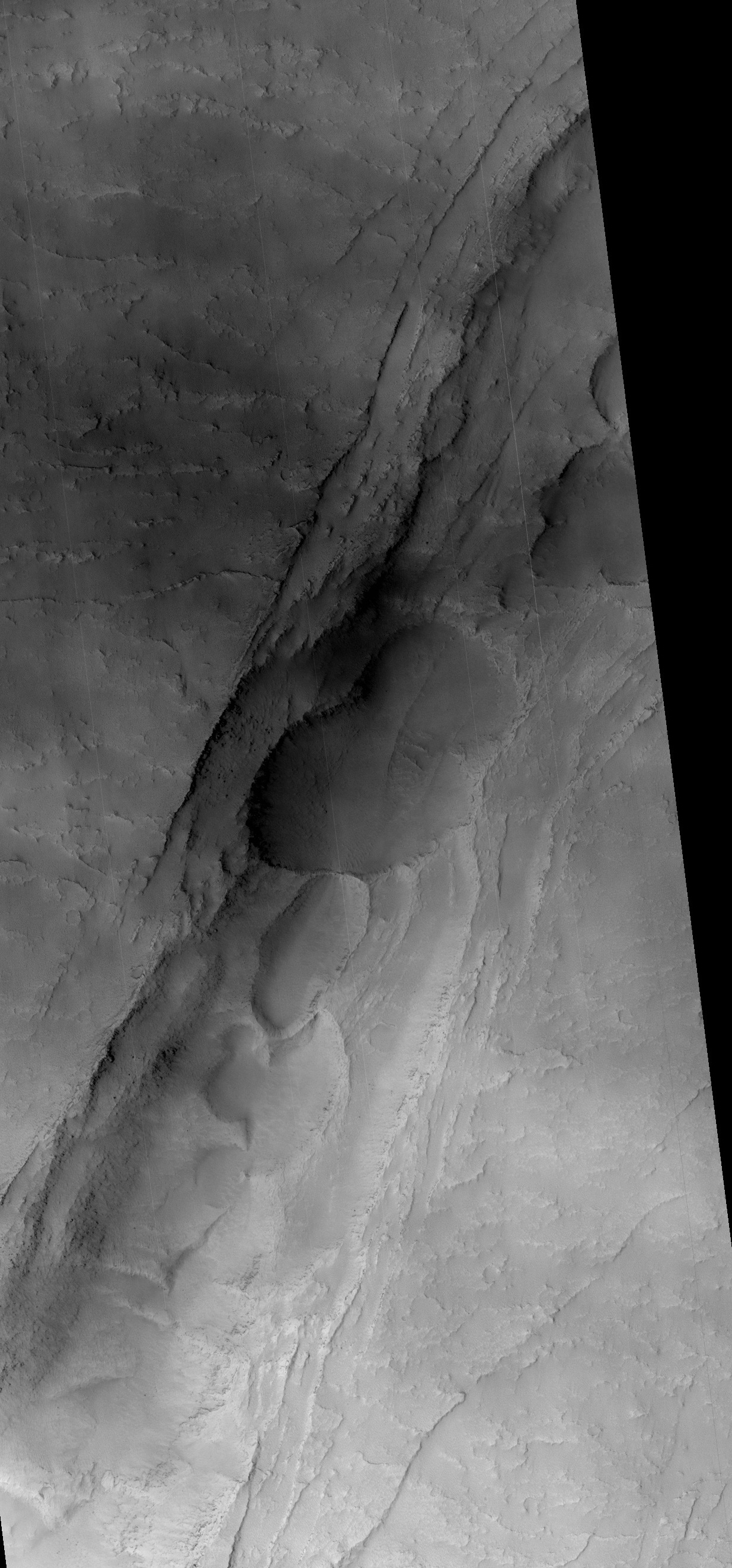
高分辨率成像科学设备显示的奥蒂堑沟群，要获取更多信息，请访问堑沟网页。
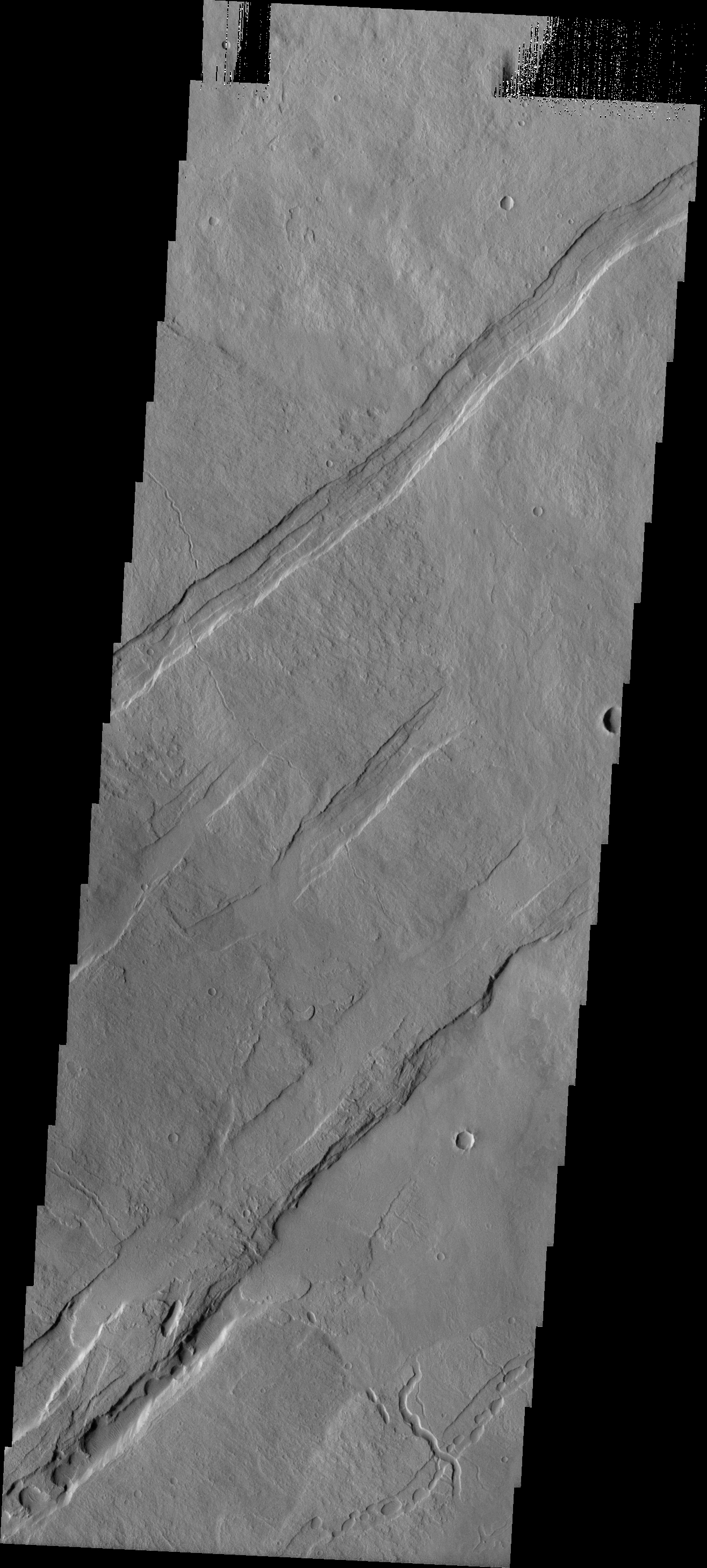
高分辨率成像科学设备显示的奥蒂堑沟群，这些平行的地堑位于阿尔西亚山东北侧，它们与塔尔西斯三座火山的东北/西南走向一致。
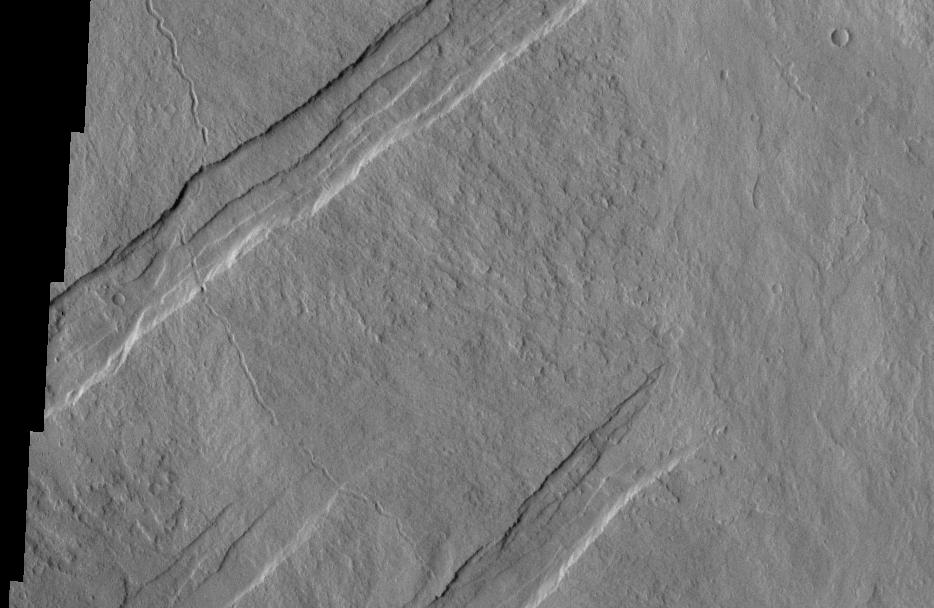
热辐射成像系统拍摄的奥蒂堑沟群，这些平行的地堑位于阿尔西亚山东北侧，与塔尔西斯三座火山的东北/西南走向一致。